# Carl Pietzner

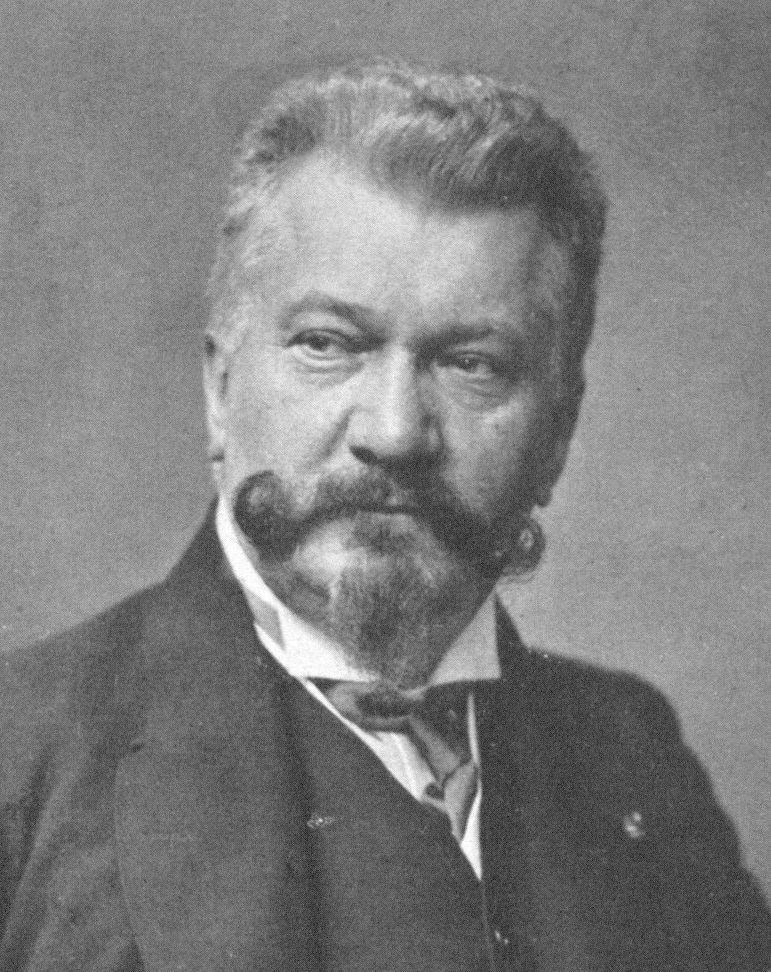
Carl Pietzner um 1909

Carl Pietzner (* 9. April 1853 in Wriezen, Preußen; † 25. November 1927 in Wien-Penzing) war ein österreichischer Fotograf. Er und Jan Langhans besaßen um die Jahrhundertwende im Bereich der K.u.K. Monarchie die meisten Fotoateliers, zahlreiche Prominentenporträts stammen von Pietzner.

## Leben
Carl Pietzner war bereits 1864 im Atelier Harnecker in Wriezen fotografisch tätig. Seine Arbeit als Kopist und Retuscheur führte ihn nach Berlin, St. Petersburg und Moskau. Danach war er Operateur und Geschäftsführer in Warschau. 1875 wurde er österreichischer Staatsbürger. Sein erstes Atelier richtete er 1877 in Teplitz ein. Es entstanden bald mehrere Filialen. Ab 1891 oder 1892 hatte er auch ein Atelier in Wien, ab 1893 war er Hoffotograf, 1895 übersiedelte er selbst nach Wien. Um das Jahr 1900 besaß er ungefähr zehn Ateliers. Neben Wilhelm Perlmutter war er einer der wichtigsten Modefotografen in Wien um 1900. Zeitweise beschäftigte er mehr als 300 Personen. Ab 1904 arbeitete er in Salzburg mit Eduard Bertel zusammen, nachdem die beiden das Atelier von Friedrich Würthle junior übernommen hatten. 1909 wurde er Kaiserlicher Rat. 1911 wurde eine Filiale in Karlsbad gegründet. Im Ersten Weltkrieg, in dem er oder vielleicht auch sein gleichnamiger Sohn die Entwicklungen an der Ostfront dokumentieren sollte, verspekulierte sich Pietzner. Offenbar geriet er dann in finanzielle Bedrängnis. Aus diesen Gründen nahm er sich schließlich das Leben, indem er sich in seiner Wiener Wohnung mit Leuchtgas vergiftete.
Carl Pietzners Sohn übernahm zusammen mit Georg Fayer das Wiener Atelier seines Vaters.
Carl Pietzner war der Erfinder der Relief-Fotografie, die er sich 1898 patentieren ließ. Aus dieser Technik wurde später in den USA die Blindenschrift entwickelt.
Eine Fotografie der Kaiserin Elisabeth von Ludwig Angerer retuschierte Pietzner, um ihr ungefähres Aussehen zu der Zeit ihrer Ermordung zu rekonstruieren. Sisi selbst hatte sich etwa ab ihrem 30. Lebensjahr nicht mehr ablichten lassen.

## Publikationen
- Carl Eichler und Carl Pietzner (Hg.), Aussig in Wort und Bild, Aussig (Beckers Buchhandlung) 1900